# Ceanothus
Ceanothus es un género de arbustos o pequeños árboles de la familia de las Rhamnaceae que incluye 50–60 especies. Es un género endémico de Norteamérica, con su centro de distribución en California, pero varias especies (e.g. C. americanus) en el este de EE. UU. y el sudeste de Canadá, y otras (e.g. C. coeruleus) extendidas tan lejos al sur como Guatemala. Muchos son arbustos de 0,5-3 m de altura, per C. arboreus y C. thyrsiflorus, ambas de California, pueden ser pequeños árboles de 6-7 m de altura.

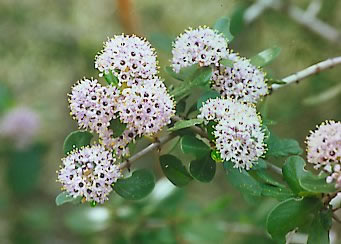
Flores de Ceanothus cuneatus, en el "Monumento Nacional Pinnacles", California.

La mayoría de las especies son siempreverdes, pero las especies adaptadas a fríos inviernos son caducas. Las hojas son opuestas o alternas (dependiendo de la especie), pequeñas (típicamente 1–5 cm de largo), simples, y mayormente con márgenes serrados. Las flores son blancas, azules, purpúreas pálidas o rosadas, madurando en una cápsula seca, trilobulada.
Las especies californianas se conocen como lirios de California, y otros nombres, e.g. té de Nueva Jersey para C. americanus (ya que sus hojas se usaban como sustituto del "té negro" en los tiempos coloniales). En jardinería, muchas son nombradas por sus nombres binomiales o una adaptación del nombre científico, e.g. Ceanothus marítimo para C. maritimus.

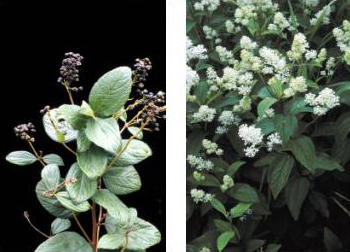
Ceanothus americanus (izq. fruto, der. flores.

Muchas especies son ornamentales, y docenas de híbridos y cultivares han sido seleccionadas, como: Ceanothus flexible, Ceanothus × flexilis Greene ex McMinn (C. cuneatus × C. prostratus).

## Usos
Las fragantes flores son muy apreciadas por las abejas cuando está en flor. Huelen intensamente a miel y el aroma viaja bien por el aire. Su floración es generosa, fiable año tras año y espectacular por lo que es una excelente planta ornamental aunque no siempre bien comprendida. El exceso de abono es perjudicial. Una vez establecida su raíz pivotante su intento de trasplante a otro lugar tiene muchas probabilidades de causar la muerte a la planta; debe de situarse siempre en el jardín teniendo en cuenta su tamaño final por tanto ya que posteriormente no será sencillo moverla de sitio. Su crecimiento es lento y su poda es delicada ya que la regeneración de las ramas gruesas cortadas es nula. Hablando en términos generales, las especies de hoja perenne no deben de podarse más que para retirar alguna rama indeseable y sabiendo que puede causar una posible entrada de hongos a la planta que no cicatriza (y a la larga probablemente la pérdida de la rama completa). Las especies de hoja caduca son más tolerantes en ese sentido y permiten la poda de las ramas juveniles cada año si fuera necesario. 
Las especies de Ceanothus son alimento de larvas de algunas especies de Lepidoptera incluyendo bucculatrícida minera de hojas Bucculatrix anaticula y Bucculatrix ceanothiella, y la geléchida Chionodes ceanothiella que se alimenta exclusivamente del género.
Chionodes occidentella es una especie polífaga que ha sido registrada en Ceanothus.
Ceanothus es también buen forraje para ciervos, específicamente Odocoileus hemionus (ciervo mula) en la costa oeste. Sin embargo, sus hojas no son nutritivas desde fines de primavera y principios del otoño, como lo son en principios de primavera. Los puercoespines también comen tallos y semillas de estos arbustos. Las hojas tienen buena proteína, y tanto tallo como hoja son fuente de alto calcio.
Otros usos de Ceanothus incluyen ser fuentes medicinales y de alimento de las naciones indígenas. Los miwok de California hacían canastas de sus ramas [3]. C. integerrimus ha sido usada por tribus norteamericanss para tratar a las mujeres que sufren de partos dificultosos [4]. Otras spp. de Ceanothus han sido también usadas en la medicina natural para tratar hipertensión y aliviar achaques de boca y de garganta.
Varios miembros de este género, incluyendo a Ceanothus americanus, forman simbiosis con microorganismos del suelo, formando nódulos radiculares, fijadores de nitrógeno atmosférico. Y este nitrógeno se hace disponible a otras plantas adyacentes, pudiendo jugar un importante rol en la regeneración forestal por crear áreas ricas en nutrientes en hábitats boscosos. Frankia forms nodules on the roots of Ceanothus, converting atmospheric nitrogen (N
2) into ammonia (NH
3) using nitrogenase.

## Propagación
Se propaga por semilla, siguiendo una escarificación y una estratificación. Las semillas se embeben en agua por 12 h seguido de enfriamiento a 1 °C por uno a tres meses. También puede crecer de raíces o tallos [2]. Las semillas se almacenan en bolsas en grandes cantidades. Se estima que hay cerca de 8 millones de semillas/ha en hábitats forestales [3]. La semilla se dispersa propulsivamente de las cápsulas y, se estima, puede permanecer viable por cerca de cien años.

## Especies seleccionadas
- Ceanothus americanus L. - té de Jersey Tea; Raíz Roja
- Ceanothus arboreus Greene - Feltleaf Ceanothus
- Ceanothus caeruleus Lag. - flor de chaquira
- Ceanothus confusus J.T. Howell - Rincón Ridge Ceanothus
- Ceanothus connivens Greene - Trailing Buckbrush
- Ceanothus cordulatus Kellogg - Ceanothus cuerniblanco
- Ceanothus crassifolius Torr. - Hoaryleaf Ceanothus
- Ceanothus cuneatus (Hook.) Nutt. - Buckbrush
  - Ceanothus cuneatus var. fascicularis (McMinn) - Hoover Sedgeleaf Buckbrush
  - Ceanothus cuneatus var. rigidus (Nutt.) Hoover - Ceanothus de Monterrey
- Ceanothus cyaneus Eastw. - San Diego Buckbrush
- Ceanothus dentatus Torr. & Gray - Sandscrub Ceanothus
- Ceanothus divergens Parry - Ceanothus de Calistoga
- Ceanothus diversifolius Kellogg - Pinemat
- Ceanothus fendleri Gray - Ceanothus de Fendler
- Ceanothus ferrisiae McMinn - Ceanothus coyote
- Ceanothus foliosus Parry - Wavyleaf Ceanothus
  - Ceanothus foliosus var. foliosus - Wavyleaf Ceanothus
  - Ceanothus foliosus var. medius McMinn - Wavyleaf Ceanothus
  - Ceanothus foliosus var. vineatus McMinn - Vine Hill Ceanothus
- Ceanothus fresnensis Dudley ex Abrams - Fresno Ceanothus
- Ceanothus gloriosus J.T. Howell - Point Reyes Ceanothus
  - Ceanothus gloriosus var. exaltatus J.T. Howell - Point Reyes Ceanothus
  - Ceanothus gloriosus var. gloriosus - Ceanothus Punta Reyes
  - Ceanothus gloriosus var. porrectus J.T. Howell - Mt. Vision Ceanothus
- Ceanothus greggii Gray - Ceanothus del desierto
  - Ceanothus greggii var. greggii	 - Desert Ceanothus
  - Ceanothus greggii var. perplexans (Trel.) Jepson - Desert Ceanothus
  - Ceanothus greggii var. vestitus (Greene) McMinn - Ceanothus de Mojave
- Ceanothus griseus (Trel. ex B.L. Robins.) McMinn - Carmel Ceanothus
- Ceanothus hearstiorum Hoover & J.B. Roof - Hearst Ranch Buckbrush
- Ceanothus herbaceus Raf. - Jersey Tea
- Ceanothus impressus Trel. - Ceanothus de Santa Bárbara
  - Ceanothus impressus var. impressus - C. de Santa Bárbara
  - Ceanothus impressus var. nipomensis McMinn - C. de Santa Bárbara
- Ceanothus incanus Torr. & Gray - Cuerniblanco de la costa
- Ceanothus integerrimus Hook. & Arn. - C. del ciervo
- Ceanothus jepsonii Greene - C. de Jepson
  - Ceanothus jepsonii var. albiflorus J.T. Howell - C. de Jepson
  - Ceanothus jepsonii var. jepsonii - C. de Jepson
- Ceanothus lemmonii Parry - C. limón
- Ceanothus leucodermis Greene - Cuerniblanco del Chaparral
- Ceanothus maritimus Hoover - C. marítimo
- Ceanothus martinii M.E. Jones - C. de Martin
- Ceanothus masonii McMinn - C. de Mason
- Ceanothus megacarpus Nutt. - Bigpod Ceanothus
  - Ceanothus megacarpus var. insularis (Eastw.) Munz - C. de la isla
  - Ceanothus megacarpus var. megacarpus - Bigpod Ceanothus
- Ceanothus microphyllus Michx. - Littleleaf Buckbrush
- Ceanothus oliganthus Nutt. - C. peludo
- Ceanothus ophiochilus Boyd, Ross & Arnseth - Vail Lake Ceanothus
- Ceanothus palmeri Trel. - Palmer Ceanothus
- Ceanothus papillosus Torr. & Gray - Wartleaf Ceanothus
  - Ceanothus papillosus var. papillosus - Wartleaf Ceanothus
  - Ceanothus papillosus var. roweanus McMinn - Wartleaf Ceanothus
- Ceanothus parryi Trel. - Parry Ceanothus
- Ceanothus parvifolius (S. Wats.) Trel. - Littleleaf Ceanothus
- Ceanothus pinetorum Coville - Coville Ceanothus
- Ceanothus prostratus Benth. - Prostrate Ceanothus
- Ceanothus pumilus Greene - Dwarf Ceanothus
- Ceanothus purpureus Jepson - Hollyleaf Ceanothus
- Ceanothus roderickii Knight - Pine Hill Buckbrush
- Ceanothus sanguineus Pursh - Redstem Ceanothus
- Ceanothus serpyllifolius Nutt. - Coastal Plain Buckbrush
- Ceanothus sonomensis J.T. Howell - Sonoma Ceanothus
- Ceanothus sorediatus Hook. & Arn. - Jimbrush Ceanothus
- Ceanothus spinosus Green Bark Ceanothus
- Ceanothus thyrsiflorus Eschsch. - Blueblossom
- Ceanothus tomentosus Parry - Woolyleaf Ceanothus
- Ceanothus velutinus Dougl. ex Hook. - Snowbrush Ceanothus
  - Ceanothus velutinus var. hookeri M.C. Johnston - Hooker's Ceanothus
  - Ceanothus velutinus var. velutinus - Snowbrush Ceanothus
- Ceanothus verrucosus Nutt. - Barranca Brush